# Téléphone (groupe)
Pour les articles homonymes, voir Téléphone (homonymie).
Téléphone est un groupe de rock français, formé le 12 novembre 1976 et dissous le 21 avril 1986.
Composé de Jean-Louis Aubert (guitare et chant), Louis Bertignac (guitare et chant), Corine Marienneau (basse, chant et guitare) et Richard Kolinka (batterie), il connaît un énorme succès dès ses débuts avec plusieurs tubes et des tournées très populaires. Il est aussi l'un des rares groupes français à s'exporter dans d'autres pays. En dix ans d'activité, entre 1976 et 1986, le groupe donne plus de quatre cent soixante-dix concerts et sort cinq albums studio. Il est le deuxième plus gros vendeur de disques pour un groupe de rock français (derrière Indochine), avec plus de six millions d'exemplaires vendus.
Entre 2015 et 2017, Jean-Louis Aubert, Louis Bertignac et Richard Kolinka se réunissent sous le nom Les Insus ? pour interpréter le répertoire de Téléphone. Les premiers concerts de fin 2015 sont suivis par une grande tournée en 2016, des festivals en 2017, et une finale au Stade de France le 16 septembre 2017. Corine Marienneau est remplacée à la basse par Aleksander Angelov.

## Biographie

### Débuts et premier album

#### Formation au Centre Américain (novembre 1976)
Au milieu des années 1970, les groupes de rock français (Ange, Magma, Triangle, Zoo, Les Variations et tant d'autres), malgré leur succès et leur popularité auprès de la jeunesse, ne reçoivent aucune promotion de leurs maisons de disque et n'ont de ce fait aucune reconnaissance médiatique en radio ou télévision. L'explosion du mouvement punk en Grande-Bretagne change cet état de fait et Téléphone en sera le principal bénéficiaire.
L'histoire de Téléphone commence le 12 novembre 1976 au Centre américain de Paris, boulevard Raspail. Ce soir-là doit avoir lieu un concert des jeunes Jean-Louis Aubert et Richard Kolinka, deux musiciens qui ont déjà fait partie de quelques groupes, dont J'adore et Semolina (avec lequel ils sont parvenus à sortir un unique single, face A Plastic Rocker, face B Et j'y vais déjà). Ils ont préparé le concert avec une ardeur toute juvénile : pose d'affiches, concert gratuit et improvisé à la sortie du lycée. Seul problème : ils n'ont personne pour les accompagner. Ils font donc le tour des amis et parviennent in extremis à trouver deux musiciens compétents et libres : Louis Bertignac (ami très proche de Jean-Louis Aubert) et sa petite amie Corine Marienneau, tous deux anciens membres du groupe Shakin' Street qu'ils viennent de quitter. Kolinka expliquera : « J'avais un groupe avec Jean-Louis, Semolina, et notre chanteur-bassiste s'est barré deux semaines avant notre premier concert au Centre américain. Du coup, j'ai appelé Louis que je connaissais » et Louis Bertignac précise : « c'est moi qui ai intégré Téléphone. Et je me suis ramené avec Corine, ma fiancée de l'époque ».
Les futurs Téléphone sont déjà au complet le 1er novembre 1976, même s'ils n'ont encore qu'un « ! » (point d'exclamation) en guise d'appellation. Mais des tensions existent entre eux dès le début, tout d'abord parce que Richard avait un passif envers Bertignac — alors que celui-ci accompagnait Jacques Higelin en tournée, il avait oublié de mettre Kolinka et Aubert sur la liste des invités —, et puis parce que Jean-Louis ne voulait pas de femme dans le groupe. Malgré cela, les musiciens jouent ensemble, mais décident que ce sera une formation éphémère qui se séparera après le concert, onze jours plus tard. Ils répètent beaucoup dans la cave des parents de Richard Kolinka — sa mère, Ginette Kolinka, est une survivante du camp d'Auschwitz —, du 2 au 11 novembre, juste avant le concert.
Le jour du concert, sur FR3, Richard Kolinka annonce ce concert comme la célébration de la victoire aux Élections présidentielles américaines de 1976, ce qui attire un public enthousiaste de six cents personnes,. La première partie est assurée par Olive, un ami d'Aubert et de Bertignac. Quand vient leur tour, les futurs Téléphone jouent quelques compositions de Jean-Louis Aubert (dont Hygiaphone et Métro, c'est trop !) et des reprises de rock anglais (The Who, The Rolling Stones, etc.). Artistiquement, l'expérience se révèle marquante : les quatre musiciens déclareront plus tard avoir ressenti lors de ce premier concert une alchimie aussi mystérieuse qu'excitante, qui les pousse en fin de compte à rester ensemble.

#### Débuts en concerts (décembre 1976-1977)
Avec l'aide d'un copain d'Aubert, François Ravard, qui fait office de manager, ils partent donc à la recherche d'engagements. Ils jouent dans les MJC, les soirées dansantes et bientôt les salles de spectacle. Le groupe, avec un son sans concession inspiré des groupes anglais, fait donc sensation partout où il passe. Ils jouent leur premier concert sous leur nouveau nom de Téléphone (faire la promotion d'un groupe dénommé « ! » s'étant révélé une tâche pour le moins ardue), le 28 décembre au Gibus, prestigieux club parisien, puis deviennent des habitués des fins de soirée aux studios de Radio France avec Jean-Louis Foulquier.
Les mois qui suivent voient l'ascension fulgurante du groupe. Le 26 mars 1977, à l'initiative de la RATP, le groupe donne un concert gratuit au métro République. Il en résulte un énorme embouteillage et le blocage de la ligne 11 du métro de Paris. Le 2 mai, ils assurent la première partie d'Eddie and the Hot Rods au Pavillon de Paris, leur volant la vedette. Le 7 juin, profitant de la défection de Blondie, ils jouent à l'Olympia en première partie du groupe américain Television. Le concert remporte un très grand succès et des critiques enthousiastes dans la presse. Dès le lendemain, le groupe enregistre son premier 45 tours Téléphone !, en public au Bus Palladium avec Andy Scott. Le 45 tours, auto-produit à deux-mille exemplaires, est vendu cinq francs à la sortie des concerts par le groupe, puis réédité par le label Tapioca. Il comprend Hygiaphone et Métro (c'est trop). Le disque, pourtant sorti sans aucune autre promotion que les concerts du groupe, remporte un succès très encourageant. Un mois plus tard, à la suite d'un article paru dans le magazine Rock & Folk, Téléphone est approché par la maison de disque Pathé-Marconi. Le 25 août 1977, moins d'un an après sa formation, le groupe signe un contrat pour trois albums. Les titres étaient signés Téléphone/Aubertignac (mot-valise formé des deux noms Aubert et Bertignac).

#### Téléphone: premier succès (1977–1978)

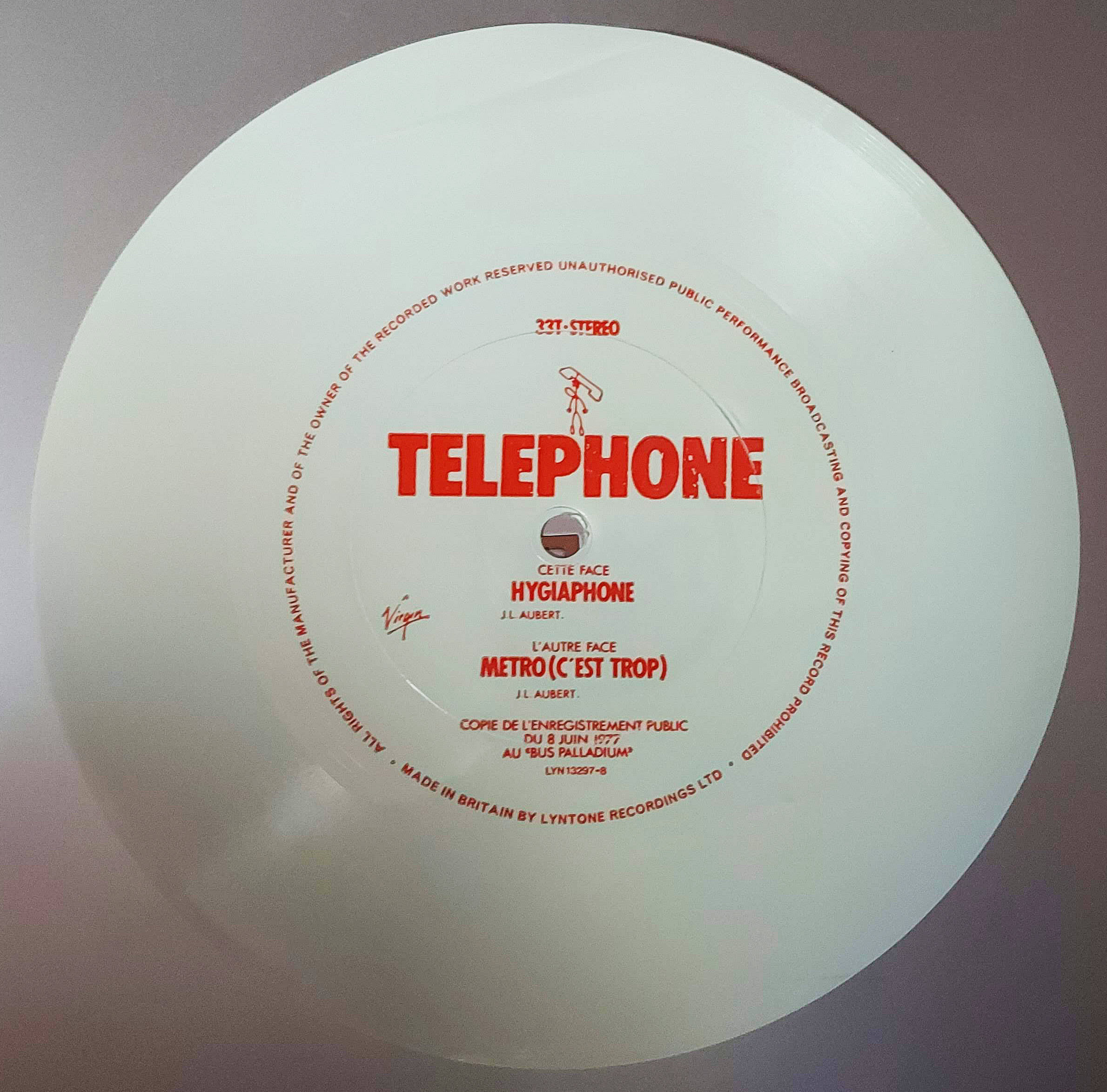
Disque flexible promotionnel de 1983 33 tours reproduisant le premier enregistrement de Téléphone au Bus Paladium le 8 juin 1977.

Dans la foulée de cette signature, Téléphone sort, le 25 novembre 1977, un album portant le nom du groupe, toujours sans autre promotion que ses concerts. Enregistré en dix-sept jours à l'Eden Studio de Londres et produit par Mike Thorne, le disque se vend à plus de trente-mille exemplaires en quelques mois. Il atteint la deuxième place du classement de ventes d'albums en France. L'année suivante, soutenu par la maison de disques qui décide de lui assurer une promotion digne de ce nom, ce premier album deviendra disque d'or. Le single Hygiaphone représente déjà — avec Métro, c'est trop — l'efficacité et le dynamisme rock du groupe Téléphone. C'est en soi une véritable révolution dans le rock français. On n'avait jamais entendu jusque-là un groupe de rock français, chantant en français, aussi proche de l'esprit et du son des Rolling Stones.
Le groupe part pour sa première tournée française. Les prestations sont souvent explosives, parfois aussi en dehors de la scène. Le 16 décembre 1977, un concert gratuit donné devant cinq-mille fans au Pavillon de Paris tourne au drame quand un jeune homme est poignardé à la sortie du concert et meurt de ses blessures. Deux rames de métros sont ensuite détruites. Toutefois, la causalité de ces faits ne concerne pas directement la prestation de Téléphone.
En mai 1978, Téléphone est finaliste du tremplin télévisuel Blue Jean 78 (présenté sur Antenne 2 par Jean-Loup Lafont). Lors du direct, ils ne sont classés que deuxièmes, derrière Mona Lisa, un groupe de rock progressif. Cependant, à la surprise générale et sans aucune explication, c'est bien Téléphone qui est déclaré vainqueur la semaine suivante. Téléphone devient le phénomène musical français du moment, incarnant à lui seul le rock français (laissant loin derrière Ange, ou Magma qui étaient les seuls vendeurs de disques de rock français). Il tourne même en Angleterre en février et mars 1979 en première partie de Steve Hillage.
En 1978, le groupe découvre que la quasi intégralité des droits d'auteurs revient à Jean-Louis Aubert seul. En effet, les chansons lui sont intégralement créditées, à l'exception de Flipper qui a été coécrit avec Louis Bertignac. La situation est finalement corrigée : par la suite, l'ensemble du groupe est crédité pour la musique, et l'auteur (Aubert le plus souvent) pour les paroles. Le chanteur touche ainsi 40 % des parts et les autres 20 %.

### Ascension et apogée

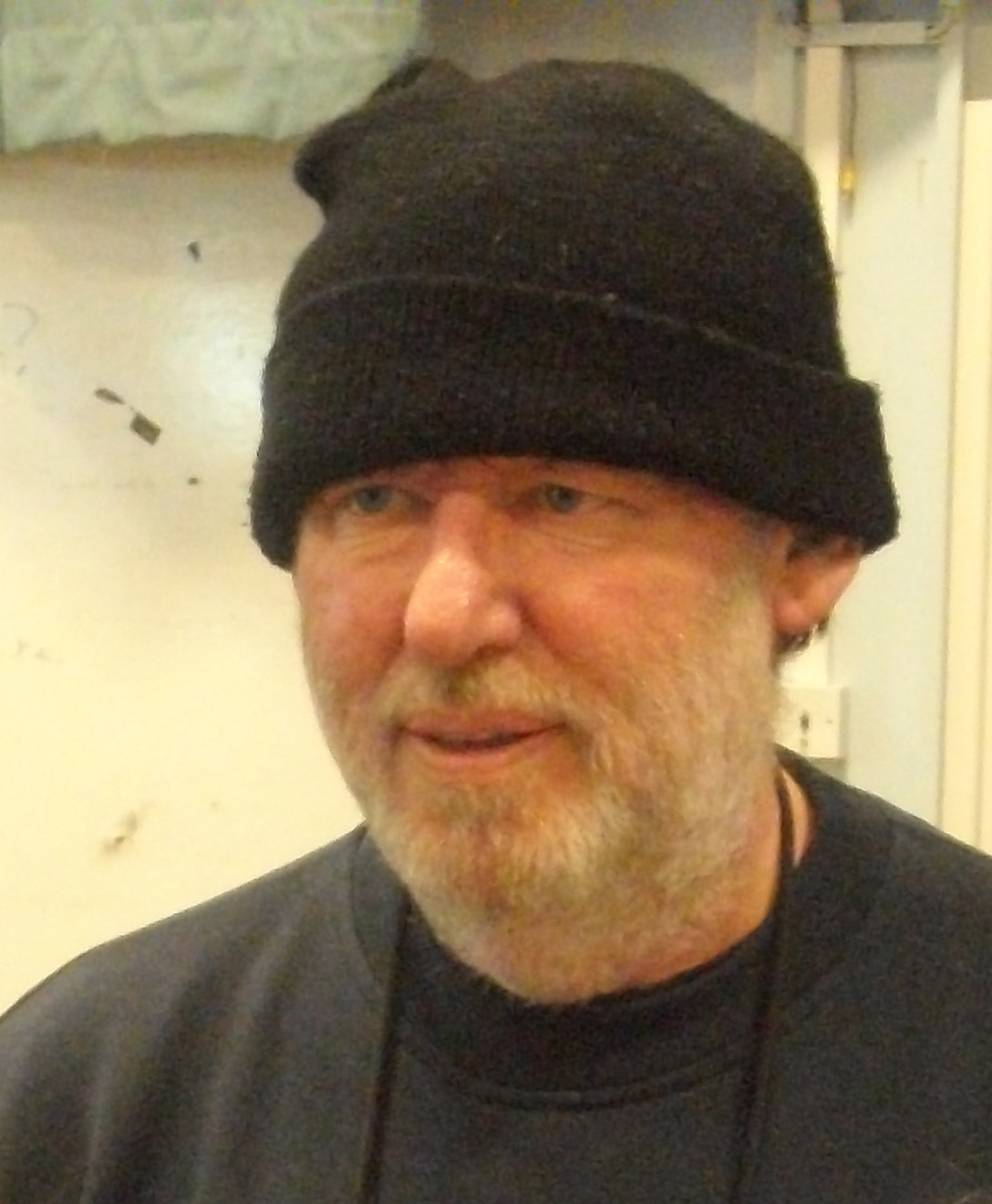
Martin Rushent (ici en 2011) a produit les albums Crache ton venin et Au cœur de la nuit.

#### Crache ton venin: la consécration (1979–1980)
Le nouvel album, Crache ton venin, sort le 2 avril 1979. Enregistré en seulement quinze jours aux Studios Red Bus de Londres et produit par Martin Rushent, c'est l'album de la consécration : il finira disque de platine, avec plus de quatre-cent-mille exemplaires vendus et atteindra la 2e place des ventes d'albums en France, porté par le titre La Bombe humaine dont le refrain, repris en chœur par tous les adolescents de l'époque, exprime l'angoisse du nucléaire et de la guerre froide tout autant que la nécessité de prendre en main son destin.
Ce deuxième album est davantage un travail collectif : Jean-Louis Aubert est toujours le chanteur du groupe, mais les autres musiciens commencent à composer et à chanter également. Le succès n'a pas entamé le son de Téléphone, toujours résolument pop rock and roll, ni de l'attitude des musiciens ou des paroles des chansons, pourtant critiquées par certains, qui les jugent « trop simplistes ». Le groupe rétorque que le rock est une musique adolescente qui n'a pas à être trop intellectualisée.
Pour la pochette de l'album, Jean-Baptiste Mondino photographie les quatre membres nus. La censure les oblige à mettre en place un système coulissant la pochette intérieure pour choisir le Téléphone que l'on préfère, habillé ou mis à nu.
Le groupe appuie également sa popularité sur les concerts, très nombreux et énergiques : au cours du printemps 1979, il réalise plus de soixante dates. L'une d'entre elles est filmée par Jean-Marie Périer pour le documentaire Téléphone Public, qui sort en salles le 13 juin 1980. Le 8 septembre 1979, Téléphone joue à la fête de l'Humanité devant cent-mille participants. Le goût de la provocation du groupe ne plaît pas à tout le monde : arrivant dans une limousine aux vitres teintées, les quatre musiciens sont pris à partie à cause des masques de Jacques Chirac, Valéry Giscard d'Estaing, François Mitterrand et Georges Marchais qu'ils arborent. Le classement annuel du magazine musical Best place Téléphone no 1 des groupes français en 1979 et également l'année suivante.
Le 13 juin 1980 sort le film documentaire Téléphone public, de Jean-Marie Périer. Il montre le groupe lors d'un concert au Palais des sports de Paris en juin 1979, entrecoupé d'extraits d'interviews des membres du groupe (en individuel) et d'extraits du concert à la fête de l'Humanité, en septembre de la même année. Ce documentaire a été réédité en DVD en décembre 2009.

#### Au cœur de la nuit: album sombre de la confirmation (1980)
En 1980, le groupe songe à retourner en studio pour élaborer le troisième album qui doit être réalisé dans l'urgence car il est constamment en tournée, mais n'a pas envie de se poser. Téléphone préfère rester en « ville », pour que le son de l'album fasse ressortir les influences de l'atmosphère underground de la scène rock dont Patti Smith et les Ramones, et à la nuit froide dans la ville noire de New York.
Le groupe accompagné de Martin Rushent (producteur de l'album précédent Crache ton venin) répète d'abord au studio Pathé-Marconi à Paris en juillet, puis à Berlin (où David Bowie a enregistré les albums Low, Heroes et Lodger) et part enregistrer à New York au studio mythique de Jimi Hendrix, les studios Electric Lady. Corine interdit au groupe les groupies et les drogues pendant les sessions qui sont considérées comme les meilleures dans son histoire, en témoignent certaines versions de répétitions présentes dans le triple disque de raretés dans le coffret Au cœur de Téléphone en 2015.
Enregistré pendant l'été 1980 au studio Pathé à Boulogne-Billancourt et à l'Electric Lady de New York, Au cœur de la nuit, le troisième album de Téléphone, sort le 20 octobre 1980 : classé à la 3e place des ventes d'albums en France, il est rapidement certifié disque d'or. Un seul single, Argent trop cher est tiré de l'album : celui-ci devient le premier titre classé de Téléphone, atteignant la 16e place des charts.
Après un court passage en Italie, le groupe entame début 1981 une grosse tournée française : trois-mille personnes par soir en moyenne et une quantité impressionnante de matériel. En mai 1981, François Mitterrand devient le premier président de gauche de la Ve République. Téléphone, qui n'a jamais fait mystère de ses tendances politiques, participe au gigantesque concert organisé le 10 juin, place de la République à Paris, pour célébrer la victoire en partageant l'affiche avec Jacques Higelin. La chanson Faits divers, interprétée en direct, tient lieu de générique du journal télévisé de la nuit sur Antenne 2. En juillet, Téléphone tourne en Allemagne et en Angleterre aux côtés d'Iggy Pop.
C'est dans cette période que Corine connaît une relation courte et tumultueuse avec Jean-Louis Aubert après avoir été délaissée par son compagnon Louis qui passe son temps à fréquenter les groupies (tout comme son compère).

#### Dure Limite: tentative de conquête internationale (1981–1983)
Après trois disques chez Pathé-Marconi, le groupe signe fin 1981 chez Virgin, en échange d'une avance de cinq millions de francs. Le patron de Virgin, Richard Branson, a l’intention de faire de lui un groupe de dimension internationale. En effet, malgré quelques tournées à l'étranger, Téléphone reste dans une large mesure un phénomène purement franco-français. En mars 1982, Téléphone part à Toronto pour enregistrer son quatrième album, Dure Limite, produit par Bob Ezrin, qui s'est précédemment occupé des artistes Alice Cooper, Lou Reed, Pink Floyd, Kiss ou Peter Gabriel. Le 33 tours est révélé le 3 juin 1982.
Fortement soutenu par son label, qui fait entre autres réaliser par le cinéaste Julien Temple une vidéo pour Ça (c'est vraiment toi), avec des sosies de personnalités telles que Margaret Thatcher ou Sid Vicious, le disque est le plus grand succès de l'histoire du groupe : classé no 1 des ventes d'albums en France, il dépasse les sept-cents-mille ventes. Ça (c'est vraiment toi) se classe 15e des ventes de singles et Cendrillon atteint la 13e place. Pourtant, à cette époque, la concurrence commence à exister en France : de nouveaux groupes de rock français, tels que Trust (dont le succès commence à décliner) et Indochine, marchent sur les plates-bandes de Téléphone. Le référendum 1981 du magazine musical Best place même Trust en première position devant Téléphone. C'est aussi la mode new wave des boîtes à rythme et des synthétiseurs, à laquelle le groupe résiste en conservant un son très rock, même si certains jugent le dernier album trop produit.
Le 14 juin 1982, les membres de Téléphone réalisent un rêve en faisant la première partie des Rolling Stones devant quatre-vingts-mille spectateurs à l’hippodrome d'Auteuil. Mais le trac et des problèmes techniques gâchent quelque peu la fête. La tournée française, entamée début octobre, ne se passe pas non plus idéalement : le 15 octobre, Bertignac se casse la clavicule en chahutant avec Kolinka. Le groupe joue pendant une demi-heure à trois, mais le reste de la tournée doit être décalé de quinze jours. Sous l'impulsion de Branson, le groupe fait une série de pas vers le public étranger. La version « export » de l'album Dure Limite — avec six titres en langue anglaise — est réalisée pour le marché anglo-saxon mais ne sera pas distribuée. Les textes anglais devaient être signés par Lou Reed, mais Aubert, guère satisfait du résultat, s'y colle finalement lui-même. En 1983, le groupe part pour une tournée internationale : Allemagne, Italie, Grèce, Portugal et surtout les États-Unis où le succès est au rendez-vous à Los Angeles et à New York. Le succès de la tournée est moins bon à Chicago : seuls deux spectateurs sont présents au début du concert, ce qui ne les empêchera pas de jouer quand même. Les organisateurs n'avaient pas prévu que Chicago n'était pas du tout une ville de musique rock.

### Dernières années

#### Un autre monde: dernier album (1984–1985)
En 1984, Téléphone est un groupe fatigué. La pression commerciale, les tournées mondiales incessantes et le demi-échec récent, notamment dans certaines villes des États-Unis, commencent à entamer l'ambiance au sein du groupe. Cette fatigue se retrouve dans le son d’Un autre monde, son nouvel album. Enregistré au cœur de la campagne anglaise, dans le studio de Glyn Johns qui a travaillé avec plusieurs des idoles du groupe : Rolling Stones, Who, Led Zeppelin, Eric Clapton, le disque est de loin leur plus mélancolique. Il marque aussi l'arrivée d'un son plus moderne et moins rock, avec des synthétiseurs : avant l'enregistrement, Jean-Louis Aubert, malade d'une infection rénale, découvre le synthétiseur et décide de l'intégrer dans le son du groupe pour l'album. Le groupe voulait à l'origine travailler avec le producteur Steve Lillywhite (qui produit notamment les albums de U2) avant d'opter pour Glyn Johns.
L'album est un succès commercial : classé à la 2e place des ventes d'albums en France, il dépasse les 600 000 exemplaires vendus et reçoit un disque de platine, notamment grâce à la chanson qui donne son titre au 33 tours. Celle-ci devient un tube fin 1984, atteignant la 5e place au Top 50 et restant classé 25 semaines d'affilée, porté par le clip réalisé par Jean-Baptiste Mondino, alors en pleine ascension. Cette chanson sera également utilisée comme introduction lors de meetings du Parti socialiste. En mai 1984, Téléphone entame ce qui sera sa dernière tournée mondiale : les concerts s'enchaînent au Japon, en Belgique, aux Pays-Bas, en Angleterre, au Danemark, et bien sûr en France, où le groupe remplit le Zénith de Paris cinq soirs d'affilée du 9 au 14 octobre. Mais les musiciens, qui se fréquentent de moins en moins en dehors de la scène, ont du mal à prendre plaisir en jouant, d'autant plus que la tournée avait mal démarré en raison d'une bagarre entre Jean-Louis et Richard lors du deuxième concert, à Montpellier. Le dernier concert a lieu à Dax à la fin d'une tournée Arènes dans le Sud.
Le 28 mars 1985, Téléphone reçoit des mains de David Gilmour (de Pink Floyd) le Prix de la Musique vivante créé par la SACEM, tandis que l'album Un autre monde remporte quelques mois plus tard la première Victoire de la musique de l'Album rock de l'année.

#### Séparation (1986)
Au second semestre 1985, le groupe entre en studio pour produire un nouvel album. Mais la tension s'est accentuée entre les musiciens, et seul le single Le jour s'est levé sort en avant-première pour faire patienter les fans. Ce sera leur dernier succès : no 4 au Top 50, classé dix-neuf semaines fin 1985. Depuis quelques mois déjà, les membres du groupe s'éloignent de Téléphone, collaborant de plus en plus à des projets extérieurs : Corine Marienneau et Louis Bertignac participent à la bande originale du film Subway, et Corine fait une apparition aux côtés de Gérard Lanvin dans le film Moi vouloir toi de Patrick Dewolf.
Le 24 mars 1986, le manager de Téléphone annonce que les musiciens vont prendre une année sabbatique pour mener à bien leurs projets personnels. Le label Virgin précise : « En aucun cas ce congé de douze mois ne signifie la séparation du groupe ». Pourtant, moins d'un mois plus tard, le 21 avril 1986, les membres du groupe annoncent leur séparation. Le jour de la séparation, le groupe s'était retrouvé une dernière fois dans un café à Belleville au cours duquel Louis annonçait son départ du groupe car il n'appréciait pas les nouvelles chansons de Jean-Louis qu'il ne trouve pas assez rock pour le projet d’album qui ne verrait jamais le jour. Le groupe se sépare en deux, Corine, ne supportant plus Jean-Louis, décide de suivre Bertignac dans sa carrière, tandis que Richard continue aux côtés de Jean-Louis. La session d'enregistrement initialement programmé par Jean-Louis pour l'album avorté de Téléphone est - contre toute attente - utilisé pour l'enregistrement du single Juste une illusion de Jean-Louis Aubert avec Richard à la batterie quinze jours plus tard,.
Un disque live enregistré au Zénith, intitulé Le live, sort quelques mois plus tard, et les membres du groupe se concentrent, chacun de leur côté, sur leurs carrières solo. Au total, Téléphone aura sorti cinquante-neuf chansons officielles.

### Après la séparation

#### Carrières solo
Une fois la séparation actée, Jean-Louis Aubert entame une carrière solo, toujours accompagné de Richard Kolinka à la batterie. Ils se font d'abord connaître sous le nom Aubert'n'Ko, puis sous le seul nom de Jean-Louis Aubert.
De leur côté, Louis Bertignac et Corine Marienneau forment un nouveau groupe, Les Visiteurs.
Plusieurs chansons écrites du temps de Téléphone et non retenues sur les albums sont finalement enregistrées par Jean-Louis Aubert et Richard Kolinka pour l'album Plâtre et Ciment, et par Louis Bertignac et Corine Marienneau pour l'album Bertignac et les Visiteurs. Les deux albums se vendent mal, même si le single Ces idées-là de Bertignac se vend bien, de même que les singles Juste une illusion et Les Plages d'Aubert.
Le deuxième album de Jean-Louis Aubert, Bleu Blanc Vert, se vend mieux que Plâtre et Ciment, tout en confirmant que l'aventure Téléphone est bel et bien terminée pour lui dans sa chanson Voilà, c'est fini. Par contre, l'album Rocks des Visiteurs passe complètement inaperçu à sa sortie.
Corine Marienneau arrête sa carrière musicale en 1991, mettant fin à l'aventure des Visiteurs. Louis Bertignac continue en solo et sort en 1993 l'album Elle et Louis, qui est un nouvel échec. La même année, Jean-Louis Aubert publie H, qui est une véritable réussite commerciale. Les deux artistes se lancent chacun dans une tournée qui trouvera son public.

#### Tentatives et rumeurs de reformation (1987–2015)

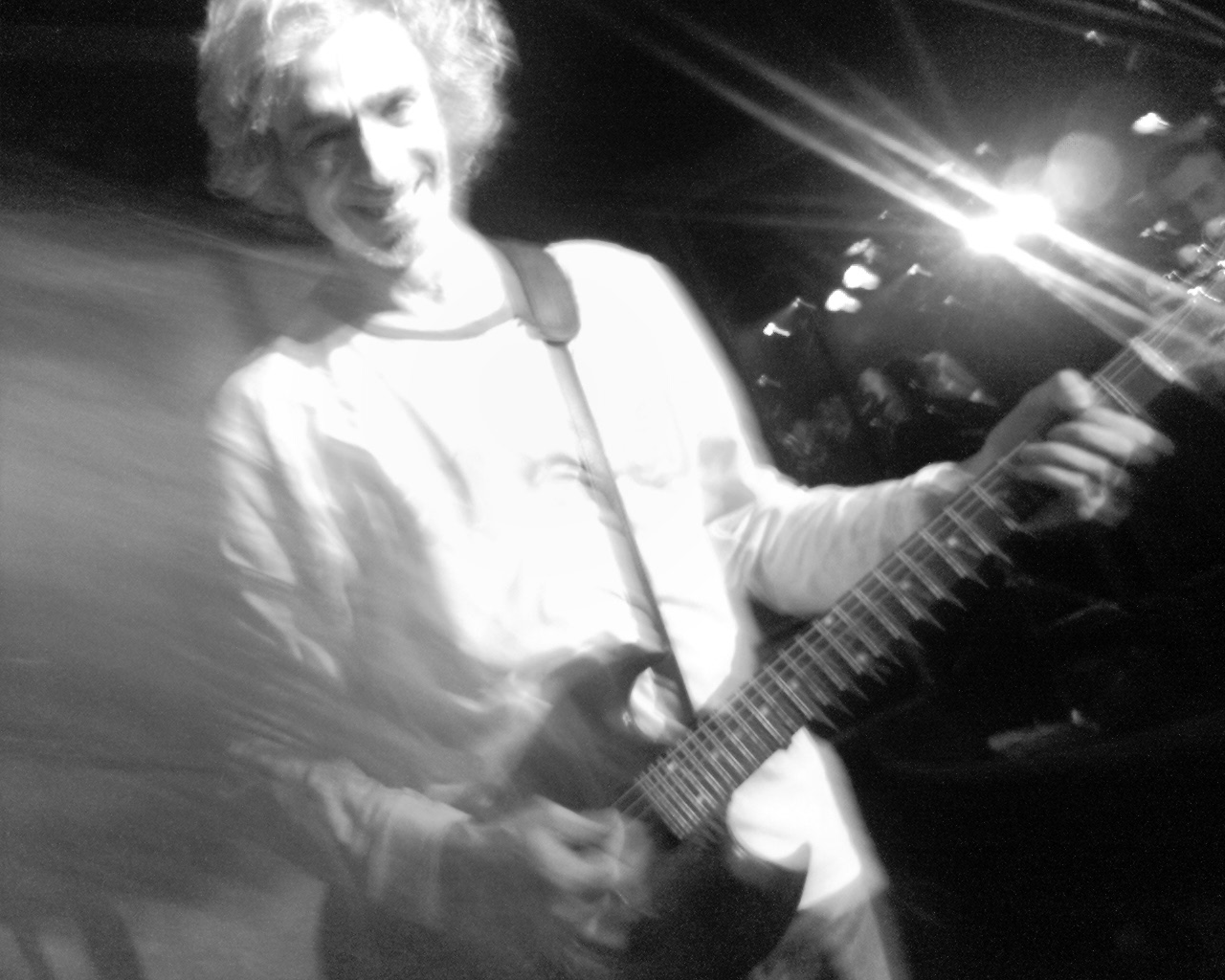
C'est durant un concert de Louis Bertignac au Bataclan auquel participe la bassiste Corine que Jean-Louis Aubert et Richard Kolinka montent sur scène pour une reformation improvisée du groupe en 1994.

Le 26 mai 1994, lors d'un concert de Louis Bertignac au Bataclan, le groupe au complet se retrouve sur scène, comme en témoigne l'enregistrement de Crache ton venin dans le coffret Au cœur de Téléphone (2015).
Bertignac et Aubert ont conservé de bonnes relations, et se retrouvent régulièrement, comme à l'Olympia en 2005, où Aubert monte sur scène pour jouer quelques morceaux avec Bertignac, ou au Téléthon de cette même année. Le 2 décembre 2006, Jean-Louis Aubert, Louis Bertignac et Richard Kolinka se retrouvent sur le plateau de Taratata sur France 2 pour jouer Ça (c'est vraiment toi).
Par contre, des tensions insurmontables — que Louis Bertignac qualifie de « quasiment inexplicables »  — subsistent entre Jean-Louis Aubert et Corine Marienneau, empêchant toute reformation du groupe au complet.
Au printemps 1999, une tentative de reformation est amorcée sur une suggestion du producteur Bertrand de Labbey. Les quatre membres du groupe se retrouvent un soir de fin juillet dans les studios La Loupe — où Jean-Louis Aubert a l'habitude d'enregistrer ses albums solo. Durant la soirée, quand bien même tout a bien commencé, une querelle se dessine entre Corine Marienneau et Jean-Louis Aubert au sujet du bassiste qui pourrait prendre la relève de Corine si les trois hommes désiraient se produire dans un club après un concert. Louis Bertignac, qui avait assuré qu'il pourrait jouer le rôle de modérateur, est sorti de la pièce pour prendre un appel au moment où la querelle éclate. Le ton monte entre Jean-Louis et Corine et la querelle se prolonge jusqu'à six heures du matin. En début d'après-midi, Richard Kolinka et Louis Bertignac reçoivent un appel de Jean-Louis qui annonce : « Je ne fais plus le groupe. ». « Je nous ai vraiment trouvés minables… », commente Kolinka.
Dans une interview du 8 avril 2008, Jean-Louis Aubert affirme avoir « donné son accord » pour une reformation, souhaitant que « ça se fasse dans le plaisir. Ce n'est pas refaire qui m'intéresse, mais faire des nouvelles chansons ». Mais plus tôt en 2006, Corine a sorti son autobiographie Au fil du temps où elle s'en prend à Jean-Louis Aubert. Lors de l'enterrement de son ami Olive, Aubert adresse à Marienneau un simple "Bonjour madame". C'est la dernière fois qu'ils se croisent. Depuis, il a rompu tout contact avec elle et toute reformation du groupe à quatre est désormais impossible.
De nouvelles rumeurs de reformation naissent le 5 juin 2010, mais elles sont démenties quelques semaines plus tard. Le 28 juin suivant, selon la radio Europe 1, le groupe doit se reformer (sans Corine Marienneau) pour trois concerts au Stade de France en 2012. Le jour même, Louis Bertignac réfute ces affirmations, mais assure que le groupe se reformera « avant de mourir », expliquant que lui et Aubert sont, pour le moment, trop occupés pour les trois ans à venir.

« On en a parlé avec Jean-Louis et on se disait qu’on serait vraiment cons de mourir sans le faire. Une tournée est envisagée d’ici à 2013. Le temps de la mettre au point. »

— Louis Bertignac, 27 juillet 2010, dans une interview à Nice-Matin
Dans un article du 17 septembre 2010, Le Parisien annonce qu'au moins dix concerts seraient prévus pour 2012 (dont trois au Stade de France).

« Il y a beaucoup de vrai, mais l'article est faux car ce n'est pas pour 2012. Ce qui est vrai, c'est qu'on en a parlé entre nous, que notre manager a pris des contacts avec différents tourneurs pour étudier les propositions, mais c'est tout pour l'instant. Rien n'est signé. »

— Jean-Louis Aubert, réagissant au micro de la radio Le Mouv'
Le 10 décembre 2013, le groupe se réunit, sans Corine, le temps d'une soirée privée pour un concert d'environ quarante-cinq minutes au Bus Palladium. Jean-Louis Aubert, Richard Kolinka et Louis Bertignac, rejoints par Axel Bauer à la basse, jouent entre autres La Bombe humaine, New York avec toi, Flipper et Un autre monde.

#### Les Insus (2015–2017): reformation partielle

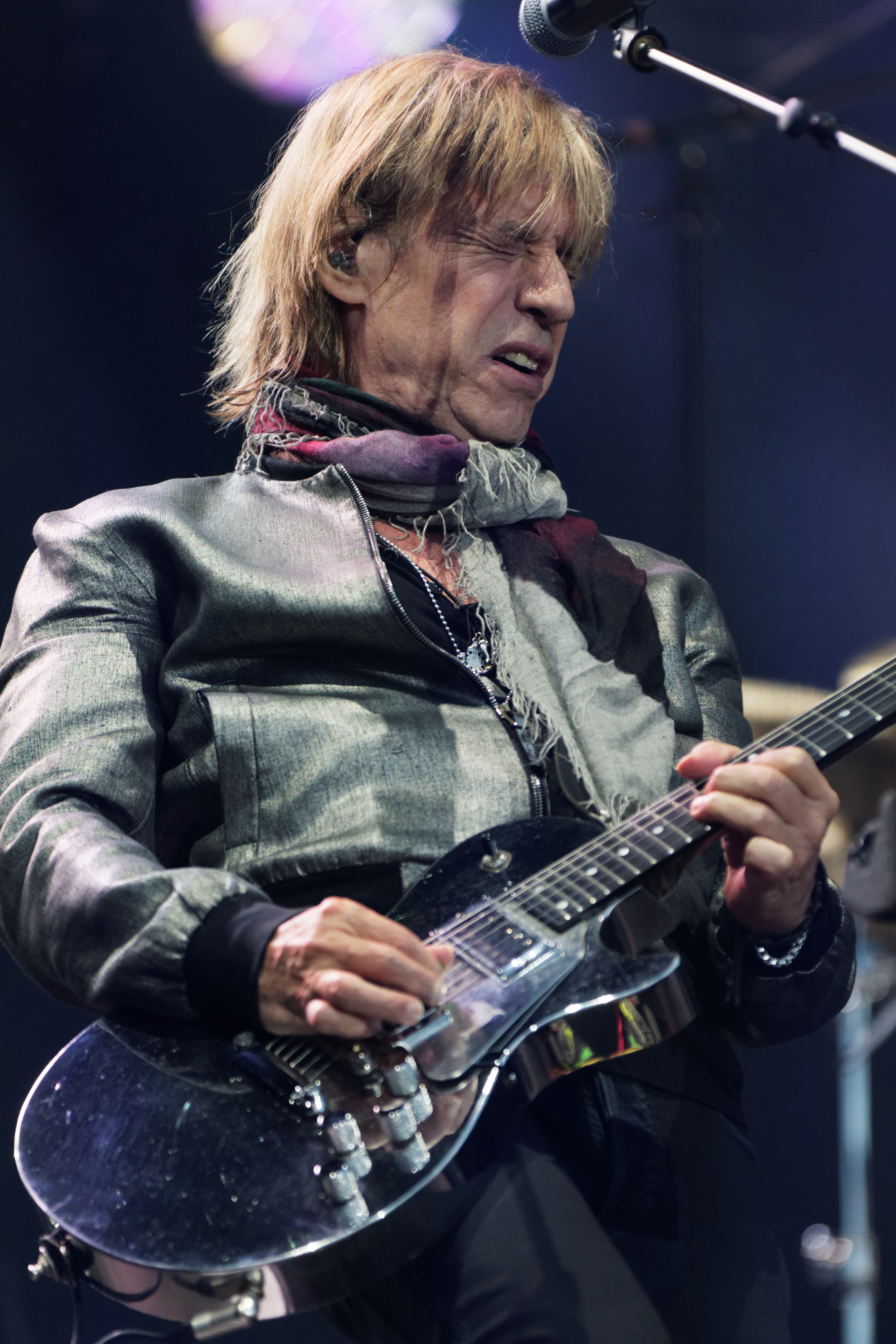
Jean-Louis Aubert en 2016 lors du festival des Vieilles Charrues.

En 2015, Jean-Louis Aubert, Louis Bertignac et Richard Kolinka forment un nouveau groupe, sans Corine Marienneau, intitulé Les Insus ? (pour « insupportables », jeu de mots — insus et portable — et pied de nez au nom de groupe originel),. La guitare basse est tenue par Aleksander Angelov, présenté comme musicien additionnel et non comme membre du groupe. Le répertoire des Insus ? est exclusivement celui de Téléphone.
Jean-Louis Aubert explique que l'origine du nom Les Insus ? est liée à Wikipédia :

« C'est le surnom que je donne à Wikipédia. Quand je ne sais pas quelque chose, j'ai l'« insu portable », c'est-à-dire, j'ai tout ce que je sais pas dans mon portable. Et donc je cherchais quelque chose qui fasse référence au téléphone portable, et… ça me paraissait bien. D'ailleurs, c'est une de mes applications préférées. »

Le point d'interrogation est un autre clin d’œil à Téléphone, qui au début était désigné par un simple point d'exclamation.
Après une répétition privée le 26 avril 2015 au bar des Amis, Les Insus ? se produisent en concert au Point Éphémère, à Paris, le vendredi 11 septembre 2015. D'autres concerts suivent : d'abord à Lille le 15 septembre, puis au Transbordeur de Villeurbanne, près de Lyon, le 6 octobre 2015,.
Le 29 novembre 2015, Les Insus ? annoncent une véritable tournée en France du 27 avril au 11 novembre 2016 dans plusieurs grandes villes et plusieurs festivals,. Le 12 novembre 2016, ils annoncent une tournée des festivals durant l'été 2017 et un final au Stade de France le 16 septembre. Finalement, il y aura encore deux concerts à La Réunion les 6 et 7 octobre 2017.
L'album de la tournée, Les Insus Live, sort le 8 septembre 2017. À l'issue de la tournée, le groupe se dissout, chacun retournant à sa carrière solo. Par la suite, Jean-Louis et Louis se retrouvent de temps à autre, à l'exemple d'un concert virtuel en visioconférence sur Facebook lors du premier confinement en 2020.

#### Publications et rééditions discographiques
Après la séparation, la maison de disques Virgin/EMI publie de nombreuses compilations, à commencer par la compilation Rappels sortie en 1991 (comportant le single Le jour s'est levé inédit en album) suivie d'un second volume en 1993 avec deux versions inédites de répétitions de la chanson Au bout du rouleau, qui proviennent des sessions de Dure limite où elle a été refusée par le producteur (la chanson sortira plus tard dans une nouvelle version sur le deuxième album solo de Jean-Louis Aubert Bleu Blanc Vert en 1989). Toujours en 1993, sort Téléphone - L'intégrale, un coffret regroupant les six albums du groupe, accompagné de cinq inédits live qui proviennent des concerts du 16 février 1981 à l'Olympia, du 17 au Palais des Sports de la Porte de Versailles et du 18 au Palais des Sports de Saint-Ouen. Ce coffret est suivi en 1994 d'une double compilation La totale.
En 1996, pour les vingt ans du groupe, la maison de disque publie un nouveau best-of, suivie de l'intégrale 20e anniversaire dont le contenu est similaire au précédent coffret qu'elle remplace, à l'exception du septième disque qui comporte encore des inédits live de la même série de concerts, et des nouveaux titres studios dont le single Le jour s'est levé et la face B Quelqu'un va venir, Tout ça c'est du cinéma (publiée en version courte sur le best-of, elle provient des sessions Au cœur de la nuit) et la composition Je brûle, de Corine Marienneau, restée à l'état d'ébauche et qui provient des sessions de Dure limite. La publication de cette dernière sans l'autorisation du groupe sera une source de tensions entre les anciens membres qui annulent la reformation du groupe pour la tournée des vingt ans.
En 2000 sort l'album live Paris '81, qui reprend les enregistrements de la série des trois concerts de février 1981 dont certains sont sortis dans les deux intégrales, le tout remixé par Glyn Johns avec qui le groupe a enregistré Un autre monde. En 2003 et 2004, sortent deux triples albums reprenant l'intégralité discographie du groupe : L'intégrale studio et Platinum Collection (dont le son est remastérisé et compressé).
En 2006, la maison de disques EMI ressort la discographie de Téléphone en version remastérisée, ainsi que le nouveau best-of Téléphone illimité avec en second disque des inédits live, le tout supervisé par Corine. Cette dernière a passé des centaines heures à écouter les enregistrements des concerts du groupe laissés à l'abandon pour ne garder que le meilleur.
En 2015, EMI lance la campagne de remastérisation (supervisée par Corine Marienneau) de la discographie de Téléphone intitulée Au cœur de Téléphone qui sort sous la forme d'un coffret de dix CD avec les sept albums du groupe (Le Live et Paris '81 compris) accompagné de trois CD comportant des raretés live, le single Le jour s'est levé avec sa face B Quelqu'un va venir, Tout ça c'est du cinéma et des extraits des sessions d'enregistrement à l'état d'ébauche dont la version acoustique de Cendrillon ou l'inédit Ma guitare est une femme interprétée sur scène aux débuts du groupe, mais non retenue pour le premier album, le tout pouvant être vendu séparément et accompagné par la sortie d'une triple compilation homonyme comportant les titres connus du groupe sur les deux premiers disques et des raretés sur le troisième. Cette campagne coïncide avec le début de la tournée des Insus, reformation du groupe sans Corine.
La même année, inspirée par le succès des deux albums hommage à Jean-Jacques Goldman, la maison de disques publie un album-hommage, intitulé Ça c'est vraiment nous, où de nombreux artistes français reprennent les tubes de Téléphone. Le disque est très mal accueilli par la critique et le public, en particulier les fans du groupe.

### Bibliographie

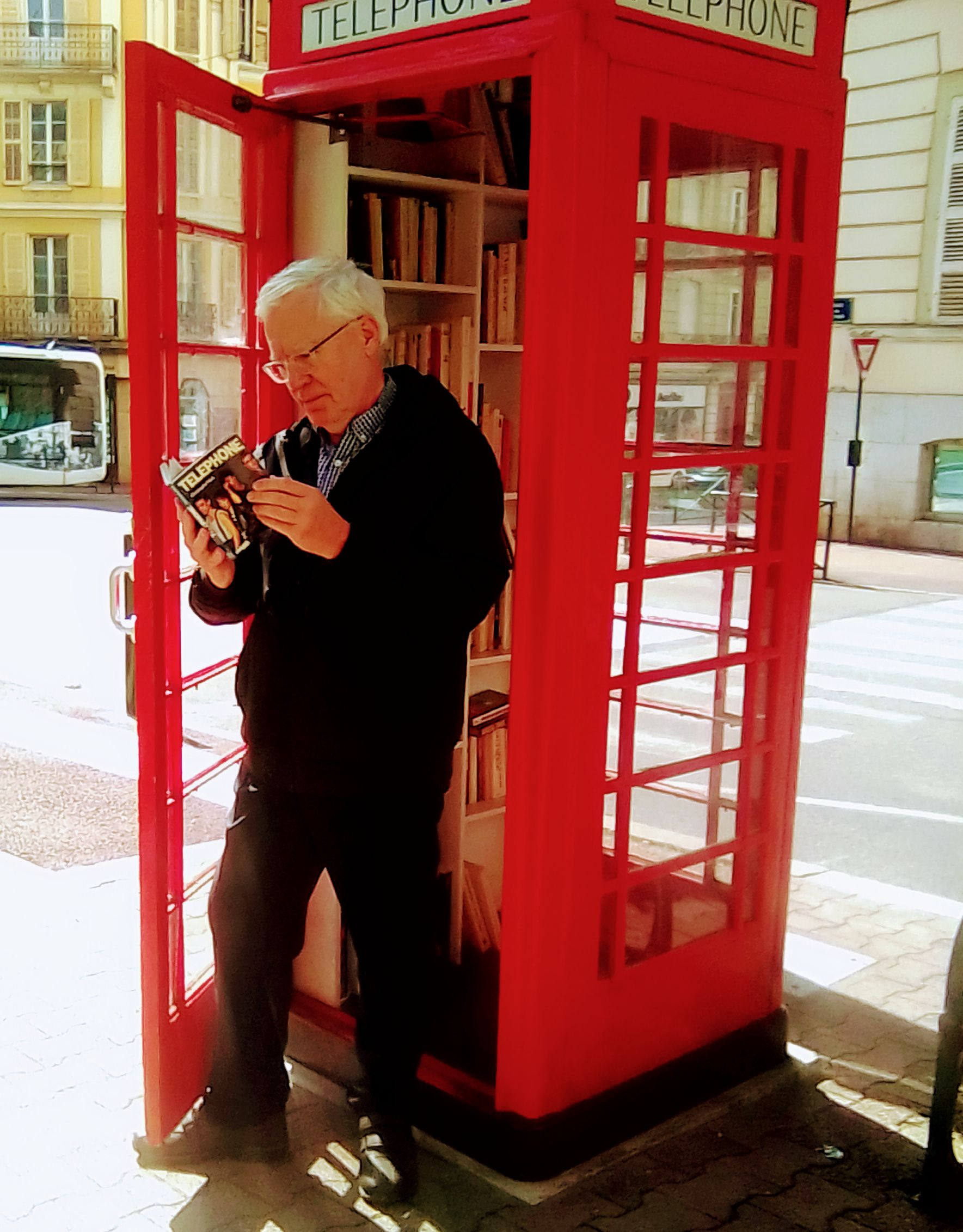
Lecteur du livre de Christophe Nick sur le groupe Téléphone trouvée dans une ancienne cabine de téléphone tranformée en boîte à livres.

## Membres
- Jean-Louis Aubert - guitare, piano, chant
- Louis Bertignac - guitare, chant
- Richard Kolinka - batterie
- Corine Marienneau - basse, piano, chant

## Discographie

### Albums studio
- 1977 : Téléphone
- 1979 : Crache ton venin
- 1980 : Au cœur de la nuit
- 1982 : Dure Limite
- 1984 : Un autre monde

### Singles
- 1977 : Hygiaphone / Métro (c'est trop) (auto-produit, sorti sous le nom de Téléphone)
- 1978 : Anna / Hygiaphone
- 1978 : Métro (c'est trop) / Prends ce que tu veux
- 1979 : La bombe humaine / J'suis parti de chez mes parents (classé 32e des ventes en France)
- 1979 : Un peu de ton amour / Fait divers
- 1980 : J'sais pas quoi faire / La bombe humaine
- 1980 : Argent trop cher / Au cœur de la nuit (classé 16e en France)
- 1981 : En concert (EP)
- 1982 : Ça (c'est vraiment toi) / Serrez (classé 15e en France)
- 1982 : Cendrillon / Le Temps (classé 13e en France)
- 1982 : Jour contre jour / Dure limite
- 1984 : Oublie ça / 66 heures
- 1984 : Un autre monde / Le garçon d'ascenseur (classé 5e en France)
- 1984 : New York avec toi / In Paris
- 1985 : Le jour s'est levé / Quelqu'un va venir (classé 4e en France)

### Albums live
- 1986 : Téléphone Le Live (enregistré les 13 et 14 octobre 1984)
- 2000 : Paris '81 (enregistré les 15, 16 et 17 février 1981)
- 2017 : Les Insus Live (enregistré les 21 et 22 octobre 2016, et le 3 novembre 2016, durant la tournée des Insus)

### Compilations
Après la séparation du groupe, la maison de disques Virgin/EMI a publié de nombreuses compilations et intégrales, avec parfois la présence d'inédits. Surfant parfois sur des évènements ponctuels — comme les 20 ans du groupe ou la formation des Insus —, la plupart de ces compilations — au contenu souvent très semblable — ne sont plus en vente et ne sont pas disponibles en numérique.

### DVD
- 1980 : Téléphone Public